# Kamow Ka-25
Die Kamow Ka-25 (russisch Камов Ка-25, NATO-Codename „Hormone“) ist ein vom sowjetischen Koaxialrotor-Pionier Nikolai Iljitsch Kamow entwickelter Marinehubschrauber.

## Geschichte
Anfang der 1960er Jahre meldete die sowjetische Marine Bedarf an neuen schiffsgestützten Hubschraubern zur Aufklärung und Bekämpfung von U-Booten an.
Das OKB Kamow konstruierte daraufhin den Prototyp Kamow Ka-20 (NATO-Codename „Harp“) der, wie alle bisherigen Hubschrauber dieses Konstruktionsbüros, durch seine Koaxialrotoren auffiel. Dabei rotieren zwei gegenläufig drehende dreiblättrige Hauptrotoren auf einer Achse. Durch diese Konfiguration kann der sonst notwendige Heckrotor entfallen, und die Zelle insgesamt kompakter gebaut werden, was bei dem üblicherweise knappen Platz auf Schiffen von Vorteil ist.
Der Prototyp Ka-20 wurde erstmals im Jahre 1961 bei der Luftparade in Tuschino beobachtet. Er ging Ende 1966 als Ka-25 im Flugzeugwerk Nr. 99 in Ulan-Ude in Produktion. Bis 1973 wurden etwa 460 Stück gebaut, davon etwa 250 in einer U-Boot-Abwehrvariante.

## Versionen
- Ka-25BSch (NATO-Codename „Hormone-A“): ASW-Hubschrauber mit (NATO-Codename „Short Horn“) Suchradar, Sonarbojen und einem geschleppten Magnetanomalie-Detektor ausgerüstet war. Als Bewaffnung kamen verschiedene Torpedos zum Einsatz, außerdem bestand die theoretische Möglichkeit zum Abwurf nuklearer Wasserbomben.

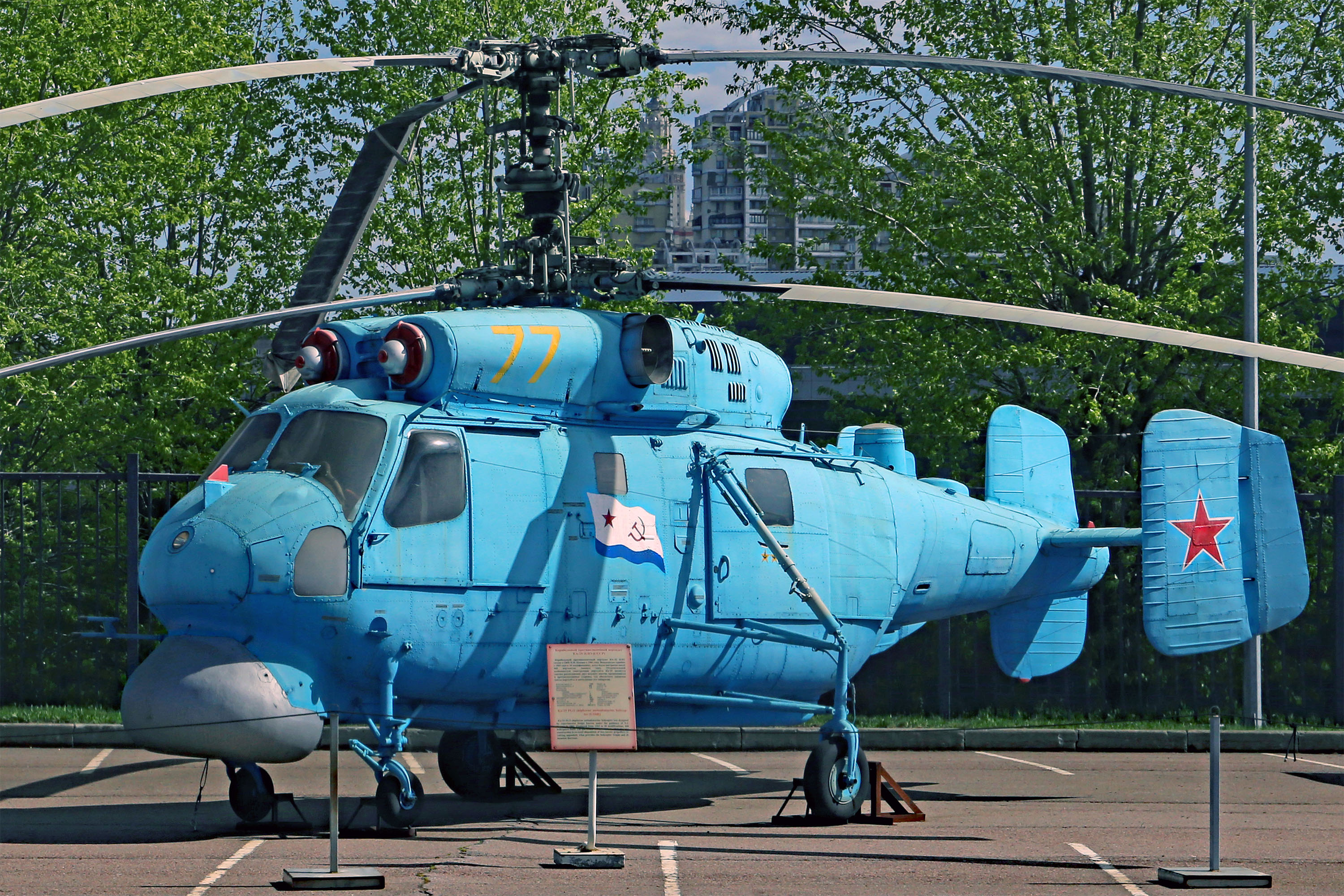
Ka-25PL in einem Museum in Moskau

- Ka-25Z (NATO-Codename „Hormone-B“): Außer einem „Uspech-2A“-Radar (Успех-2A) und einer „Kobalt-2“ (Кобальт-2) Datenfunk-Verbindung besaß diese Version keine weitere Bewaffnung, und sollte als vorgeschobener Beobachtungsposten dazu dienen, schiffsgestützte Langstrecken-Marschflugkörpern wie SS-N-3B, SS-N-12, SS-N-19 und SS-N-22 ins Ziel zu bringen.
- Ka-25PS (NATO-Codename „Hormone-C“): Reiner Transport- und SAR-Hubschrauber und daher ebenfalls unbewaffnet.
- Ka-25K: Zivile Kranversion mit Buggondel für einen zweiten Piloten, der die Be- / Entladung von Außenlasten kontrolliert, und einer Kabine (3,95 × 3,76 × 1,25) für bis zu zwölf Passagiere. Einzelexemplar, wurde 1967 auf dem Aerosalon in Le Bourget gezeigt.

## Einsatz

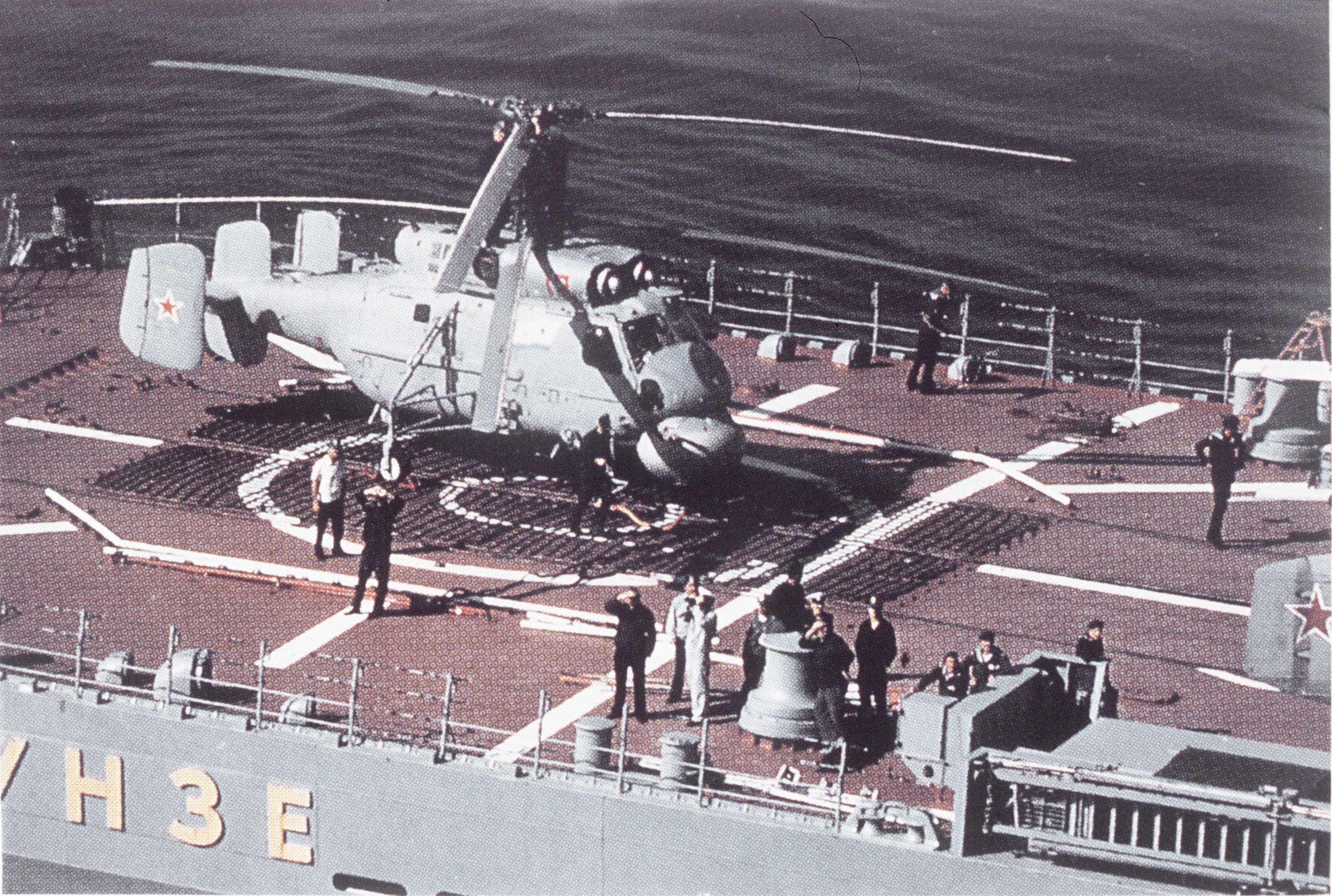
Ein Ka-25 auf dem Flugdeck des Kreuzers Frunse, 1987

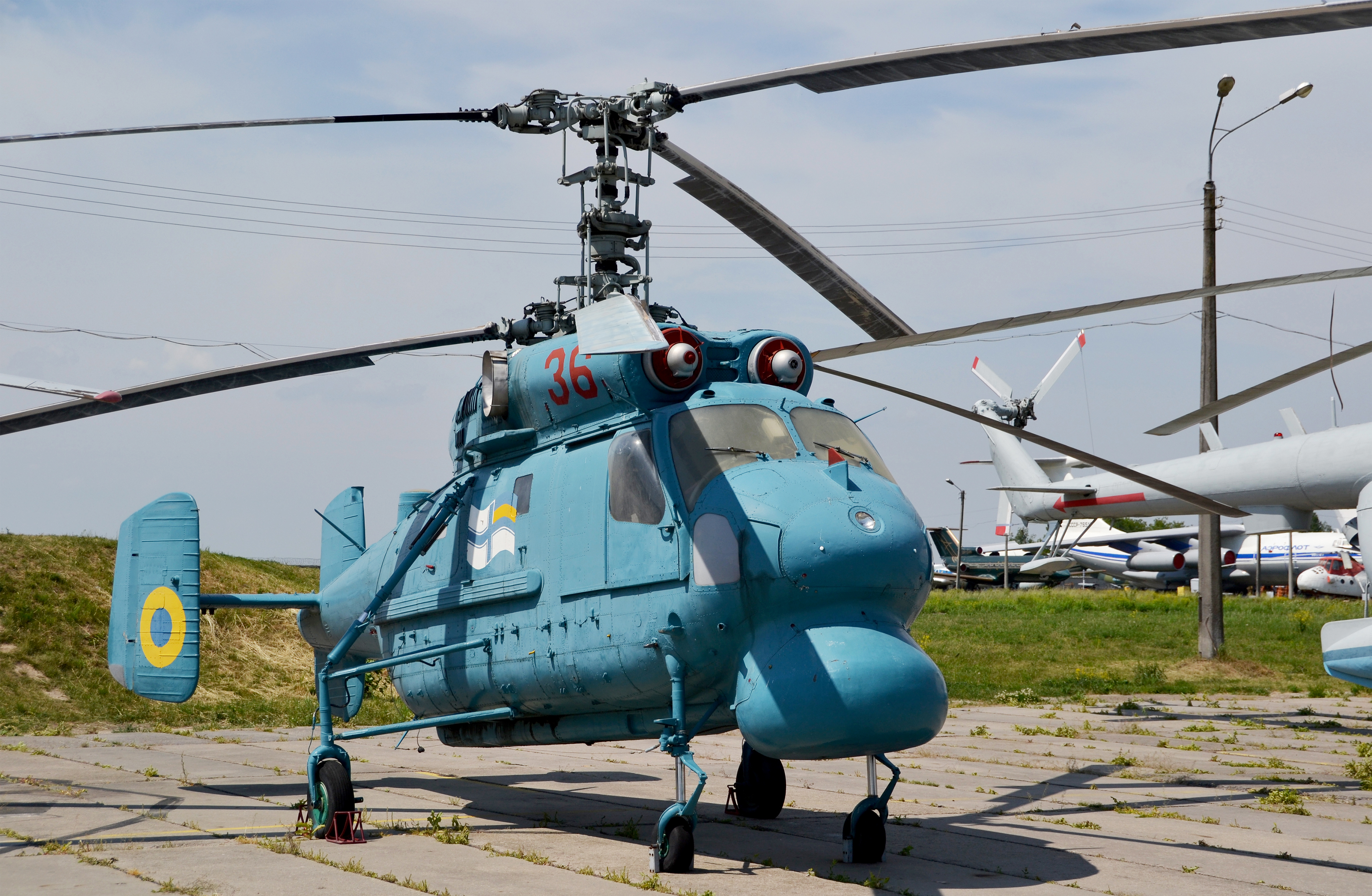
Ein Ka-25PL, einst in Verwendung bei der ukrainischen Marine

Sowjetunion/Russland: Größter Betreiber waren die sowjetischen Marineflieger, bei denen die Ka-25-Versionen als bordgestützte Kampf-, SAR-, Transport- und Verbindungshubschrauber eingesetzt wurden.
Eine große Anzahl des ASW – Hubschraubers Ka-25BSch sind seit Mitte der 1960er Jahre auf folgenden Schiffen stationiert:
Flugdeckkreuzer Moskwa-Klasse (je 18), Flugdeckkreuzer Kiew-Klasse, Kreuzer Kresta-Klasse (je 1), Kreuzer Kara-Klasse (je 1).
Außerdem wurde die Ka-25 auch von landgestützten Marinebasen aus eingesetzt. Auf den Schiffen der sowjetischen Marine wurde sie später durch die Ka-29 / 32 ersetzt.
Die Ka-25 wurden auch nach Bulgarien, Indien, Jugoslawien, Syrien und Vietnam exportiert. Des Weiteren erfolgte die Übernahme dieses Musters in die ukrainische Marine, nach dem Zerfall der UdSSR.

## Technische Daten

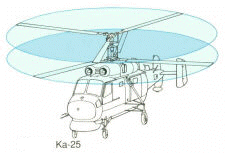
Schema der koaxialen Rotoren

| Kenngröße             | Daten                                       |
| --------------------- | ------------------------------------------- |
| Rotordurchmesser      | jeweils 15,74 m                             |
| Länge                 | 9,75 m                                      |
| Höhe                  | 5,37 m                                      |
| Leermasse             | 4765 kg                                     |
| Startmasse            | 12.000 kg                                   |
| Nutzlast              | max. 2500 kg                                |
| Höchstgeschwindigkeit | 220 km/h                                    |
| Reisegeschwindigkeit  | 195 km/h                                    |
| Dienstgipfelhöhe      | 3500 m                                      |
| Reichweite            | 450 km                                      |
| Passagiere            | max. 12                                     |
| Besatzung             | 2                                           |
| Triebwerke            | zwei Hubschrauberturbinen Gluschenko GTD-3F |
| Leistung              | 900 PS (662 kW)                             |

## Bewaffnung

### Interner Waffenschacht
Waffenzuladung bis zu 1100 kg Waffen im internen Waffenschacht im Rumpfboden
Torpedos
- 2 × AT-1 / AT-1M (570 kg-Torpedo mit Durchmesser 450 mm)

Ungelenkte Wasserbomben
- 4 × PLAB-250-120-Wasserbomben
- 8 × PLAB-50-64-Wasserbomben
- 48 × PLAB-MK-Wasserbomben (7,5 kg in einer Dispenserbox im Schacht aufgehängt)

### An Außenlaststationen
Waffenzuladung bis zu 200 kg Waffen an einem Doppelrack an der linken Heckseite
Ungelenkte Bomben
- 2 × OMAB 25-12D-Markierbomben
- 2 × OMAB-25-18N-Markierbomben